# کتانژانت

نمایش مقدار کتانژانت زاویهٔ تتا

کتانژانت (به فرانسوی: Cotangente) یکی از نسبت‌های مثلثاتی است که در ریاضیات و اخترشناسی و فیزیک کاربرد فراوان دارد و در گذشته به آن ظِلّ تمام می‌گفتند.
این نسبت مثلثاتی چنین تعریف می‌شود: نسبت ضلع مجاورِ هر زاویهٔ حادّه به ضلع مقابل آن.

## تابع کتانژانت

نمودار تابع تابع

همان‌طور که در شکل پیداست، تابع کتانژانت تابعی متناوب با دورهٔ تناوب {\displaystyle \pi } است. بی‌نهایت مجانب قائم دارد و پیوستگی ندارد.

مقادیر مثبت و منفی تابع